# 陈赓仪
陈赓仪(1922年11月—2015年9月24日)，上海人，2015年9月24日在北京逝世。

## 经历
- 1940年12月，加入中国共产党。
- 1944年，毕业于上海大夏大学（今华东师范大学）土木系。
- 1949年4月，在北京官厅水库工作，任水利部专家工作室主任，吉林省白山水电工程局党委常委、副局长，北京密云水库修建总指挥部副总指挥，吉林省云峰水力发电工程局副局长，水利电力部水电建设总局副局长，西南电力指挥部副指挥。
- 1970年1月，任水电部第四工程局石泉分局革委会副主任、电力基建司司长。
- 1979年2月至1982年3月，水利部副部长。 [2]
- 1984年，中国三峡开发总公司筹建处任主任。[3]
- 1995年7月退休。[4]